# Isileli Pulu
‘Isileli Pulu (n. 15 de mayo de 1957) es un político tongano, perteneciente al Movimiento por los Derechos Humanos y la Democracia y el Partido Democrático de las Islas Amigas.

## Biografía
Es licenciado en administración de empresas por la Universidad Charles Sturt de Australia.
Pulu fue elegido por primera vez a la Asamblea Legislativa para la isla de Tongatapu en las elecciones de 2002. Anteriormente había participado en las elecciones de 1999, pero no tuvo éxito.
En 1999, Pulu fue declarado culpable de difamación y multado con $ 1,500 por una carta al Times of Tonga en la que se refería al rey como un cerdo..
En 2002, Pulu fue acusado de sedición y falsificación por la publicación de una carta en la que se afirmaba que el rey Taufa'ahau Tupou IV tenía una fortuna secreta. Fue absuelto por un jurado en mayo de 2003. En 2003, impugnó el uso de las viviendas de la policía por el entonces ministro de policía Clive Edwards. También se opuso a los planes del gobierno para una represión de los medios de comunicación con el fin de prevenir las críticas del Times of Tonga.
Después de los disturbios de Nukualofa de 2006, Pulu fue acusado de alentar los disturbios e incitar a dos hombres a incendiar el edificio de la costa, en el que murieron ocho personas. Fue arrestado en enero de 2007 y acusado de instigar asesinato e incendio, y sedición.  Fue absuelto de los cargos anteriores por un jurado en julio de 2008. Los cargos de sedición en su contra y varios otros parlamentarios a favor de la democracia fueron descartados en septiembre de 2009.
Pulu fue elegido legislador por el distrito electoral de Tongatapu 4 en las elecciones de 2010.  Tras la elección y selección de un Primer Ministro, aceptó el puesto de Ministro de Educación en el nuevo Gabinete. El 1 de septiembre de 2011, fue reorganizado en el Ministerio de Trabajo, Comercio e Industrias. A fines de junio de 2012, junto con otros dos ministros, renunció al Gabinete para apoyar una moción de no confianza presentada por su partido (DPFI) contra el gobierno.